# Cyclosphaeroma
Cyclosphaeroma is een uitgestorven geslacht van kreeftachtigen, dat leefde tijdens het Jura.

## Beschrijving
Deze 5 mm lange zeepissebed had een breed, gebogen lijf met een kleine, drielobbige kop, waarop aan de zijkant grote ogen waren geplaatst. De thorax was samengesteld uit 8 segmenten, die elk een paar onvertakte poten bevatten. De 5 achterlijfssegmenten waren vergroeid tot een driehoekig verbrede staartstekel met een op de lengteas geplaatste kam. Beiderzijds van de staartstekel bevonden zich inkepingen, waarin het achterste potenpaar van het abdomen was geplaatst.

## Leefwijze
Dit geslacht bestond uit omnivore aaseters, die leefden van de getijdenzone tot matig diep water.